# Amarete
Amarete ist eine Landstadt im Departamento La Paz im südamerikanischen Anden-Staat Bolivien. Weltweit einzigartig ist die Tatsache, dass die Bevölkerung zehn soziale Geschlechter kennt.

## Lage im Nahraum
Amarete ist eine Ortschaft im Municipio Charazani in der Provinz Bautista Saavedra. Die Ortschaft liegt auf einem Bergsporn in einer Höhe von 3800 m und ist sechs Kilometer Luftlinie von der Provinzhauptstadt Charazani entfernt. Es ist die größte und traditionsreichste rein indianische Siedlung in der Region.

## Geographie
Amarete liegt im Osten des bolivianischen Altiplanos am Rande der Cordillera Central. Das Klima der Region ist ein typisches Tageszeitenklima, bei dem die mittleren Temperaturschwankungen im Tagesverlauf deutlicher ausfallen als im Ablauf der Jahreszeiten.
Die Jahresdurchschnittstemperatur von Amarete liegt bei 11 °C (siehe Klimadiagramm Charazani, bereinigt um die Höhendifferenz) und schwankt nur wenig zwischen 8 °C im Juni/Juli und knapp 13 °C im November/Dezember. Der Jahresniederschlag beträgt etwa 750 mm, einer viermonatigen Trockenzeit von Mai bis August mit Monatswerten von unter 25 mm steht ein regenreicher Sommer von Dezember bis März gegenüber, in dem die monatlichen Niederschlagswerte teilweise deutlich über 100 mm liegen.

## Verkehrsnetz
Amarete liegt in einer Entfernung von 250 Straßenkilometern nordwestlich von La Paz, der Hauptstadt des gleichnamigen Departamentos.
Von La Paz führt die asphaltierte Nationalstraße Ruta 2 in nordwestlicher Richtung 70 Kilometer bis Huarina, von dort zweigt die Ruta 16 ab, die als asphaltierte Straße 97 Kilometer weiter in nordwestlicher Richtung entlang des Titicacasees bis Escoma führt. Von dort führt die Ruta 16 als unbefestigte Landstraße weiter nach Norden und erreicht nach 83 Kilometern Amarete.

## Bevölkerung
Die Einwohnerzahl der Ortschaft ist in den vergangenen beiden Jahrzehnten auf mehr als das Doppelte angestiegen:
| Jahr | Einwohner | Quelle       |
| 1992 | 1402      | Volkszählung |
| 2001 | 1741      | Volkszählung |
| 2012 | 3304      | Volkszählung |
| 2024 |           | Volkszählung |

Die Bevölkerung zählt zu den Kallawaya und spricht Quechua. Durch ihre Tracht mit einem kräftigen Rot als vorherrschender Farbe sind sie von den Bewohnern anderer regionaler Dorfgemeinschaften klar zu unterscheiden. Der Grund dafür liegt in der unterschiedlichen historischen Entwicklung.

## Kultur
|                         | Biologisches Geschlecht |    |
| ♂                       | ♀                       |    |
| Symbolisches Geschlecht | ♂                       | ♀  |
| Symbolisches Geschlecht | ⚣                       | ⚣  |
| Symbolisches Geschlecht | ⚢                       | ⚢  |
| Symbolisches Geschlecht | ♂♀                      | ♂♀ |
| Symbolisches Geschlecht | ⚤                       | ⚤  |
| Ina Rösing 2005, S. 74  |                         |    |

In Amarete hat alles ein Geschlecht, seien es Menschen, Äcker, Berge, Gegenstände, Ämter oder Rituale. Zusätzlich zu den zwei biologischen Geschlechtern hängt das soziale Geschlecht der Menschen vom Geschlecht ihres Ackers (wachu-Geschlecht) und des möglicherweise ausgeübten Amtes ab. Durch die Kombination der beiden biologischen Geschlechter mit 5 symbolischen Geschlechtern (einfach-männlich, weib-weiblich, mann-weiblich und weib-männlich, mann-männlich) ergeben sich 10 verschiedene Geschlechterrollen (siehe auch Liste von dritten Geschlechtern). Neben der Geschlechtervielfalt existiert eine eindeutige Hierarchie dahingehend, dass „männlich“ auf der (besseren) rechten Seite sitzt und „weiblich“ auf der (schlechteren) linken Seite. Weibliche Männer besitzen denselben Status wie (weibliche) Frauen.

„Diese Geschlechterrollen nehmen einen breiten Raum in Religion, Ritual und Alltag ein. Sie bestimmen die Sitz-, Geh- und Handlungsordnung, die sogenannte Ecken- und Gastlichkeitsordnung und vor allem die komplexe Opferordnung im Ritual. Durch Übernahme eines Amtes kann sich das Geschlecht eines Menschen ändern, denn auch Ämter haben ein symbolisches Geschlecht – ebenso wie Raum, Zeit und Materie.“

Das Geschlecht des Ackers resultiert aus einer sexuellen Symbolisierung von Zeit und Raum. So sind zum Beispiel ältere Äcker männlich und jüngere weiblich. In den meisten Fällen hat er ein Doppelgeschlecht. Auch Ämter in der Dorfgemeinschaft haben ein Geschlecht und bei der Übernahme eines solchen muss das wachu-Geschlecht („Äckergeschlecht“) für die Dauer des Amtes abgelegt werden. Da die Dorfämter jährlich wechseln, machen die Amtsträger und in der Folge auch ihre Ehepartner öfters einen Geschlechterwechsel durch. Auch bei der Heirat kann je nach Konstellation der bestehenden Geschlechtszugehörigkeit ein Wechsel nötig sein. Gleiche gelten als günstig. Bei den Ritualen verschränken sich Konzepte der andinen Religion mit christlichen Versatzstücken und der symbolischen Geschlechtlichkeit auf vielfältige Weise.
Eine weitere kulturelle Besonderheit ist, dass die Kallawaya die Zukunft hinter sich sehen, weil sie ja noch nicht gesehen werden kann, und die Vergangenheit vor ihnen liegt.
Als Folge der Erklärung der Kallawaya-Kultur zum UNESCO-Welterbe gibt es im Dorf Stimmen und Initiativen, um der „Hauptstadt“ der Provinz, Charazani, wo überwiegend Mestizen leben, diesen Status abzuerkennen.
Die deutsche Kulturanthropologin sowie ausgebildete Sozialpsychologin und Psychotherapeutin Ina Rösing aus Ulm verbrachte in zwei Jahrzehnten fünf Forschungsjahre in der Region und kehrte auch später jedes Jahr für ein paar Monate zu ihrer dortigen Hütte zurück. Zusätzlich hielt sie mit Bewohnern der Region, darunter ein Amarete, per Kassettenbrief Kontakt.

## Persönlichkeiten
- Verónica Challco Tapia (* 1987), Politikerin